# Cacciapiatti (famiglia)
Cacciapiatti (talvolta riportata anche come Caccia Piatti, Caccia-piatti o Cazza del Piatto) è una famiglia nobile italiana del novarese che ha ricoperto le cariche di decurione e console di giustizia ininterrottamente dal XVI al XIX secolo. Le loro terre si estendevano dal quartiere cittadino di Sant'Agabio fino a Vespolate.

## Storia

### Origine
Dopo il XIII secolo la famiglia Caccia (dal latino Catius) si divise in diversi rami, ciascuno dei quali assunse il titolo dai rispettivi feudi o dalle cariche ricoperte:
- Caccia Conti di Romentino;
- Caccia di Varallo Pombia;
- Caccia di Arona;
- Marchesi Cacciapiatti di Novara;
- Caccia Dominioni di Milano, feudatari di Sillavengo;
- Caccia di Cureggio De-Capitani di Sillavengo[8].

Giovanni Pietro Caccia, detto del Piatto, fu il primo a lasciare il cognome Cacciapiatti, nel 1441, al figlio Giovanni Bartolomeo, iniziando così la casata.

### XV secolo
All'inizio del XV secolo risultavano feudatari di Sozzago, proprietari nel territorio della camera ducale di Milano e di beni in Novara e nella bassa novarese: Borgolavezzaro, Granozzo, Olengo e Pernate, tra gli altri.
Nel 1441 il suddetto Giovanni Bartolomeo ottenne la decima di Garbagna Novarese e nel 1497 la famiglia ottenne i diritti sui dazi di Buzzoletto, sulla macina del grano di Novara e sull'entrata delle porte della città. All'interno dell'oratorio della tenuta di Buzzoletto, oggi parte del comune di Garbagna Novarese, è ancora visibile lo stemma della famiglia.

### XVII secolo
Girolamo Cacciapiatti si distinse nell'Ordine di Malta nel 1614 e Renato Cacciapiatti nel 1671, per cui ottennero due ricche commende in Sicilia, come riportato da alcuni documenti conservati dalla famiglia.
Tra il 1670 e il 1674 il cavaliere Luigi Cacciapiatti fece costruire il Palazzo Cacciapiatti Fossati, ora sede del Tribunale di Novara.

### XVIII secolo
Giacomo Cacciapiatti ricevette nel XVIII secolo il titolo di marchese dall'imperatore Carlo VI, per l'ottimo lavoro svolto nel consiglio decurionale e come console di giustizia.
Al marchese Carlo Emanuele e al fratello Luigi furono garantiti importanti privilegi per i servizi prestati alla casa reale di Savoia. Il primo ottenne l'Ordine dei SS. Maurizio e Lazzaro dal re Vittorio Amedeo; il secondo ottenne l'Ordine di Malta nel 1778 e fu in seguito decorato con la gran croce dei SS. Maurizio e Lazzaro, creato cavaliere d'onore di S. M. la Regina e tesoriere del supremo Ordine della Santissima Annunziata.

### XIX secolo

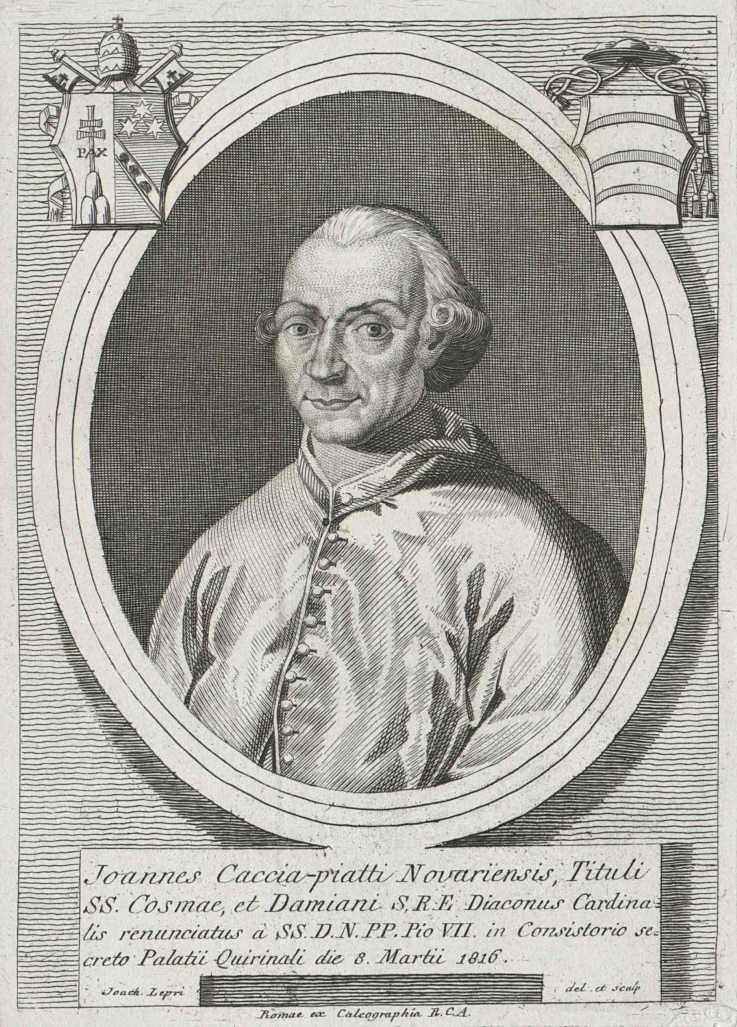
Giovanni Cacciapiatti

Giovanni Cacciapiatti, dopo aver occupato brillantemente diverse importanti cariche al servizio dei papi Clemente XIV, Pio VI e Pio VII, da quest'ultimo venne creato cardinale nel 1816. È inoltre ricordato per le perpetue elargizioni disposte dal suo testamento nel 1833 a favore dei poveri, il pavimento in marmo della Basilica di San Gaudenzio (disegno del cavalier Pelagio Palagi) e molti oggetti preziosi a decorazione della basilica. Le sue spoglie riposano presso la Chiesa di Sant'Eufemia, non lontano dal Palazzo Cacciapiatti Fossati.
Il suo erede, marchese Giuseppe Luigi, si assicurò che tutte le ultime volontà del predecessore fossero eseguite. Le incrementò inoltre di tasca propria, principalmente a favore del nascente Istituto De Pagave, con letti e arredi per dodici persone (poveri o inabili al lavoro): l'istituto poté così nascere nel 1835, capace di accogliere da subito più di cento ospiti. La fondazione dell'istituto si rivelò per la città la soluzione di un gravoso problema, dato che la tutela degli ospiti era in precedenza diretta responsabilità delle autorità cittadine. Per giungere ad una coscienza sociale capace di tutelare questi soggetti fragili occorrerà attendere più di un secolo, verso gli anni '70 del XX secolo.

### XX secolo
La famiglia si estinse col marchese Cesare Fossati De Regibus Cacciapiatti, morto a Novara il 18 febbraio 1917.
Nel 1984 i discendenti della famiglia donarono l'intero archivio documentario della casata all'Archivio di Stato di Novara. Il contenuto si rivelò di grande interesse storico, riportando fatti e dettagli araldici dal XII al XVIII secolo.

## Stemma
Lo stemma della famiglia consiste in uno scudo fasciato di rosso e d'argento, sormontato da un elmo d'argento arabescato, con visiera graticolata di undici lamine rosse e oro. Sopra l'elmo vi è la corona d'oro, che sostiene quattro fioroni anch'essi d'oro (di cui tre visibili), alternati con dodici perle poste tre a tre a piramide. Sopra la corona siede un cane che alza una spada, sulla cui punta è infilzata una lingua in rosso, col motto Sic lingua fallaci (Così pone la lingua menzognera).